# Альтфраунхофен
Альтфраунхофен (нем. Altfraunhofen) — община в Германии, в Республике Бавария.
Община расположена в правительственном округе Нижняя Бавария в районе Ландсхут. Подчиняется управлению Альтфраунхофен.  Население составляет 2027 человек (на 31 декабря 2010 года). Занимает площадь 24,28 км².

## Население
По оценке на 31 декабря 2015 года население общины Альтфраунхофен составляет 2317 чел. 

| Дата      | 1840 | 1871 | 1900 | 1925 | 1939 | 1950 | 1961 | 1970 | 1987 | 2011 |
| --------- | ---- | ---- | ---- | ---- | ---- | ---- | ---- | ---- | ---- | ---- |
| Население | 957  | 1086 | 1138 | 1229 | 1170 | 1632 | 1141 | 1177 | 1363 | 2062 |

| Год       | 1960 | 1970 | 1980 | 1990 | 2000 | 2009 | 2010 | 2011 | 2012 | 2013 | 2014 | 2015 |
| --------- | ---- | ---- | ---- | ---- | ---- | ---- | ---- | ---- | ---- | ---- | ---- | ---- |
| Население | 1192 | 1181 | 1344 | 1412 | 1749 | 2002 | 2027 | 2114 | 2141 | 2163 | 2206 | 2317 |